# Tillandsia 'Lucille'
Tillandsia 'Lucille' es un  cultivar híbrido del género Tillandsia perteneciente a la familia  Bromeliaceae.
Es un híbrido creado  con las especies Tillandsia ehlersiana  × Tillandsia  streptophylla.